# 龔煌城
龔煌城（1934年12月10日—2010年9月11日），生於台灣雲林縣北港鎮，語言學家、西夏史學家，中央研究院院士，主要從事於漢藏語系的比較研究、上古漢語的構擬及對西夏語的研究。

## 生平
1957年從國立臺灣師範大學英語系畢業，後在台北市立大同中學任九年的英語教師。1966年赴德國慕尼黑大學留學，攻讀歷史語言學，1974年完成博士論文《Die Rekonstruktion des altchinesischen unter Berucksichtigung von Wortverwandtschaften》，獲得慕尼黑大學哲學博士學位。
1976年回台從事語言學研究，先後在中央研究院歷史語言研究所、語言學研究所任職。1988年於國立臺灣大學中文研究所開設「上古音研究」、「漢藏語歷史比較語言學」、以及「西夏語文研究」課程。1991-1992年擔任日本東京外國語大學亞非語言文化研究所訪問教授。1996-1997年擔任美國加州大學柏克萊校區東亞語言學系訪問教授。1997年受邀至美國康乃爾大學LSA Linguistic Institut講授‘Topics in Old Chinese and Proto-Sino-Tibetan’。2001年獲選為美國語言學學會榮譽會員。2004年自中央研究院語言學研究所退休，續任語言所兼任研究員及學術諮詢委員。2009年獲選為中華民國聲韻學學會榮譽會員。
龔煌城綜合利用漢藏語系之中文獻歷史最為悠久的語料---漢語、中古藏語、緬文及西夏語文，進行原始漢藏語的研究。

## 所著書籍及發表文章節錄
- 龔煌城．《漢藏語研究論文集》．北京大學出版社．2004年．ISBN 7301079494．（收錄了龔先生20多年來所發表的，有關漢藏語比較、古漢語研究的15篇中、英文論文）
- 龔煌城．《西夏語文研究論文集》．中研院民族研究所．2006年6月．ISBN 9789576718632．